# Domingo Alberto Rangel
Domingo Alberto Rangel Bourgoin (Tovar, estado Mérida, 17 de mayo de 1923—Caracas, 23 de septiembre de 2012) fue un político, economista, profesor universitario, periodista y escritor venezolano. Fue columnista en diversos periódicos como La Esfera, El Mundo, Últimas Noticias, 2001, Quinto Día. También dirigió el semanario Izquierda durante los sesenta y posteriormente el Nuevo Venezolano.

## Biografía

### Familia
Domingo Alberto Rangel nació en Tovar, estado Mérida el 17 de mayo de 1923. Sus padres fueron José Ramón Rangel Molina, tovareño y doctor en ciencias políticas, y Leticia Bourgoin, merideña de ascendencia francesa. Su hijo Domingo Alberto Rangel Mantilla es líder de la organización liberal Resistencia Civil.

## Carrera política
En 1944 se estableció en Caracas para estudiar en la Universidad Central de Venezuela. Entabló amistad con los adecos Rómulo Gallegos, Andrés Eloy Blanco y Rómulo Betancourt, comenzando así su vida política en el partido socialdemócrata Acción Democrática. 

### Diputado por Mérida
Mientras era profesor universitario en la Universidad de Los Andes, resulta elegido diputado en 1948 por el estado Mérida, cargo que ejerció por poco tiempo debido al derrocamiento del presidente Rómulo Gallegos en noviembre de ese año.

### Primera detención y destierro
Rangel es apresado y posteriormente desterrado a Bolivia, donde asesoró la Revolución Nacional liderada por Víctor Paz Estenssoro. Más tarde intenta ingresar clandestinamente a Venezuela a través de Colombia, pero es descubierto y nuevamente apresado. Consigue establecerse en Costa Rica, donde se encontraba Rómulo Betancourt protegido por el presidente José Figueres.

### Diputado el Distrito Federal
Caída la dictadura de Marcos Pérez Jiménez, es electo nuevamente diputado por Acción Democrática en 1959. Luego rompe con este partido en 1960 para fundar el Movimiento Izquierda Revolucionaria junto con otros dirigentes juveniles. Esta ruptura, según Rangel, se debió por el anticomunismo que Betancourt desarrolló durante el exilio ya que él «entendió que sin la bendición de los gringos nunca llegaría a tener poder real en Venezuela». También junto con Luis Miquilena y Raúl Ramos Giménez fundó el Partido Revolucionario de Integración Nacionalista de vida muy corta.

### Segunda detención y exilio
Durante el gobierno de Betancourt y siendo diputado por el Movimiento de Izquierda Revolucionaria, es apresado de nuevo y esta vez se exilia en Italia hasta el año 1967, cuando se crea el Partido Revolucionario de Izquierda Nacionalista. Al siguiente año este partido apoyaría la candidatura a la presidencia de Luis Beltrán Prieto Figueroa.

### Muerte
Domingo Alberto Rangel fallecería en la madrugada del 23 de septiembre de 2012 tras sufrir un infarto agudo del miocardio.

## Pensamiento
Desde la década de los setenta, exactamente en 1975, se convirtió en un abstencionista activo. Rangel afirmaba que el Mayo francés fue su fuente de inspiración contra las elecciones y de estos eventos concluyó que «quien asimile las lecciones del mayo francés tiene que actuar al margen de todo sistema existente en cada país, romper con la izquierda legitimada, con toda ella, ser un outsider, en una palabra». Domingo Alberto Rangel fue crítico del puntofijismo, así como también del chavismo. Igualmente, a pesar de su apoyo a inicial a Muamar al Gadafi, rompió con este denunciándolo como traidor a postulados democráticos presentados en su Libro verde.

### Anarquismo
En sus últimos años colaboraría con el periódico anarquista venezolano El Libertario. En una entrevista en el año 2011 declaró:

El nuevo paradigma es el anarquismo. El comunismo sin partidos, sin dictadura. Un comunismo libertario, anarquista, aunque sin proclamarse: no hay partidos, no hay dictadura, no hay jefe ni secretario general del partido. Es todo lo contrario de lo que fue el comunismo.
Domingo Alberto Rangel

## Obras
Entre sus obras están:
- Canción del recuerdo
- Amores bajo la Sierra Nevada
- Una teoría para la revolución democrática (1958)
- Venezuela país ocupado (1960)
- Historia Económica de Venezuela (1962)
- Los Andinos al poder (1965)
- La moneda ladrona: la devaluación en el banquillo (1964)
- Domingo de resurrección (1966)
- La revolución de las fantasías (1966)
- El proceso del capitalismo contemporáneo en Venezuela (1968)
- Las grietas del tiempo: testimonio de una época revuelta (1969)
- Capital y desarrollo: el rey petróleo (1970)
- La oligarquía del dinero (1972)
- Gómez el amo del poder (1975)
- Opulencia y pobreza: la faja del Orinoco, el petróleo y la agricultura (1978)
- Los mercaderes del voto (1973)
- Elecciones 1973: el gran negocio (1974)
- El Desastre, coautoría con Juan Pablo Pérez Alfonzo (1976)
- La economía verde (1980)
- Capital y desarrollo: la etapa agraria (1981)
- La lucha armada: la izquierda revolucionaria insurge (1981)
- Junto al lecho del caudillo: los últimos días de Juan Vicente Gómez (1981)
- Fin de Fiesta (1982)
- El Paquete de Adán y Jaime (1984)
- La canción del recuerdo (1985)
- La crisis económica mundial (1986)
- Guerras y amores bajo la sierra nevada (1987)
- La caída de los Estados Unidos y sus consecuencias internacionales (1989)
- Aula abierta (1989)
- La inflación: un nuevo enfoque estructural (1990)
- El socialismo hoy: una visión desde y para Venezuela (1992)
- Socialismo: el sueño continua (1992)
- Versos del amor silvestre (1994)
- Pueblos de fuego (1994)
- Cipriano Castro: semblanza de un patriota (1995)
- La resurrección del comunismo (1997)
- Parece que está grave el Benemérito (1997)
- Venezuela en tres siglos (1998)
- Entre gochos y maracuchos (1999)
- Alzado contra todo (2003)
- Eloy Tarazona, el brujo de Juan Vicente Gómez (2006)